# Dame Carcas

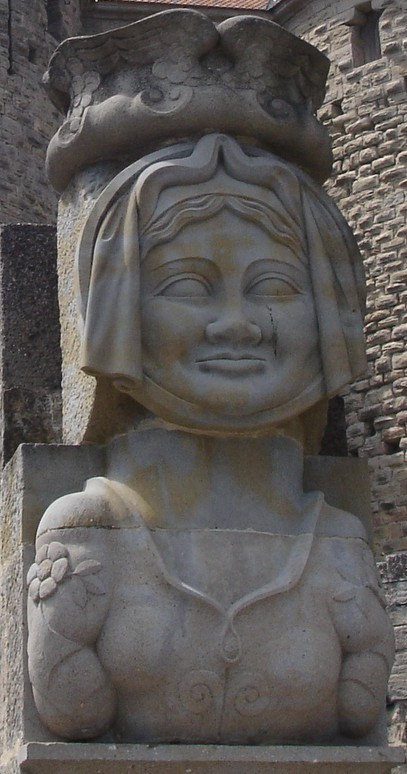
Beeld van Dame Carcas.

De legende van Dame Carcas is een laat-middeleeuwse poging om de naam van de stad Carcassonne te verklaren en de rechtmatigheid van het gezag van de grafelijke dynastie van het geslacht Oliba te bevestigen.  Het verhaal speelt zich af ten tijde van de heerschappij van de Saracenen, die het zuiden van Frankrijk korte tijd bezet hadden maar vanaf 732 (Slag bij Poitiers) door de Franken weer werden verdreven.

## Legende
Toen Karel de Grote tijdens zijn veldtocht met een dozijn hofmeiers en 10 dozijn paladijnen zijn kamp opsloeg voor de poorten van Carcassonne, zei stadhouder Balaach verheugd tegen zijn ridders: "Bij God, broeders, morgen zullen wij een grote slag slaan en de koning der Franken doden!" De slag verliep echter niet zoals gehoopt: de stadhouder en een groot deel van zijn ridders vonden de dood. Toen zijn vrouw, Carcas genaamd, het nieuws hoorde van de dood van haar man, trok ze zijn wapentuig aan en trok zich met de resterende ridders terug in de citadel. 
De strijd was echter nog lang niet gestreden: gedurende vijf jaar vonden nog vele schermutselingen en toernooien plaats, waarbij Carcas zich niet onbetuigd liet. Tijdens een toernooi wist ze de favoriet van de koning, graaf Oliba, uit zijn zadel te wippen. Karel was diep onder de indruk van de dapperheid en volhardendheid van de Saracenen en Carcas. Maar desondanks liepen de verliezen bij de Saracenen hoog op. 
Op de laatste dag van het vijfde jaar van de belegering keerde Carcas alleen terug van het slagveld, nog slechts vergezeld van de hofdwerg en haar page. Op de eerste dag van het zesde jaar van de belegering was de dwerg dood en pleegde de page zelfmoord. Bovendien was er niets meer te eten; alles wat er nog over was, waren een varken en een zak met graan. In haar wanhoop gaf Carcas opdracht om het graan aan het varken te voeren; ze liet de bedienden in wapenuitrusting achter de kantelen plaatsnemen om de indruk te wekken dat er nog steeds ridders aanwezig waren. Het varken liet ze van de muur gooien, waarna het openspatte en het graan over de grond stroomde. 
Toen Karel het varkenskarkas en het graan op de grond zag liggen en de 'ridders' op de kantelen zag staan, zei hij vertwijfeld: "Vijf jaar hebben we deze stad belegerd en nog kunnen zij zich veroorloven voedsel over de muur te gooien! Vijf jaar hebben we gevochten en nóg staan er ridders achter de kantelen! Verder beleg is zinloos." De volgende dag liet hij het kamp opbreken en trok weg. Dit tot groot verdriet van graaf Oliba, die inmiddels verliefd op Carcas was geworden. Terwijl ze wegtrokken, hoorden ze echter de grote kerkklok luiden en zagen ze de poort opengegooid worden.  
"Carcas sonne!" - Carcas luidt de klok!, riep Oliba verheugd. "Mooi gezegd", zei Karel, "ik schenk je de stad, Oliba, en Carcas erbij: ze is nobel genoeg om christen te worden, en vrouw van een edelman!" En zo geschiedde.
De familie Oliba regeerde over het graafschap Carcassonne vanaf de Frankische verovering tot 927. Tijdens de inname van Carcassonne in 759 was Karel de Grote nog geen koning, maar zijn vader, Pepijn de Korte.

## In populaire cultuur
- Umberto Eco heeft een versie van dit verhaal gebruikt in zijn roman Baudolino.

- Ook in de Suske en Wiske-reeks is een album aan de figuur gewijd: De krakende carcas